# Егеон
Егео́н, Егейо́н (дав.-гр. Αἰγαίων — «хвильовик» або «господар хвиль») — морське божество (зокрема бог морських штормів) в міфології греків — іонійців, син Урана й Геї, за іншою версією — Понта і Геї. За архаїчною версією — батько іонійського героя Тесея.
За Гесіодом, Уран заховав новонародженого Егеона в лоні Геї (Землі) разом з його братами. За порадою Геї Зевс залучив Егеона та його братів до боротьби з титанами, а згодом доручив їм стерегти титанів, яких скинув до Аїду. За іншим міфом Егеон, якого покликала Тетія, врятував Зевса, коли того намагалися зв'язати Гера, Афіна й Посейдон.
За прізвиськом Егеона могло отримати свою назву Егейське море (хоча, цілком можливо, його назва походить напряму від слова дав.-гр. αἶγες — «хвилі»).
З часом Егеон поступився роллю головного морського божества греків (а відтак — і «справжнього» батька Тесея) Посейдону, який до того був богом землетрусів, а «земним» батьком Тесея, на честь якого, нібито, назвали Егейське море, — «став» афінський цар Егей. Егеона натомість зображали як сторукого незграбного велетня, що мав 50 голів, відомого ще під іменем Бріарея.
Егеона вважали також гігантом, що жив під Етною. Овідій, втім, за давньою традицією називав Егеона морським божеством.
Вчені новіших часів припускали, що ім'я Егеон мав пірат, який мешкав на острові Ега біля Евбеї.